# Housunjärvi
Housunjärvi är en sjö i kommunen Alavo i landskapet Södra Österbotten i Finland. Arean är 38 hektar och strandlinjen är 4,54 kilometer lång. Sjön  ingår i Lappo å huvudavrinningsområde.   Den ligger omkring 49 kilometer öster om Seinäjoki och omkring 280 kilometer norr om Helsingfors. 
Nordöst om Housunjärvi ligger Tohninmäki. 